# Pauline Chalamet
Pauline Chalamet, född 25 januari 1992 i New York, är en fransk-amerikansk skådespelare. Hon är syster till skådespelaren Timothée Chalamet.
Chalamet har bland annat medverkat i TV-serierna The Sex Lives of College Girls och Les engagés: XAOC. Hon har även medverkat  filmen What Doesn't Float.

## Filmografi (i urval)
- 2021 – Les engagés: XAOC (TV-serie)
- 2021–2022 – The Sex Lives of College Girls (TV-serie)
- 2023 – What Doesn't Float
- 2024 – Between the Temples